# 山田恭
山田 恭（やまだ きょう、2000年9月27日 - ）は、日本の俳優、歌手。ダンス・ボーカルグループ『ENJIN』のメンバー。吉本興業所属。石川県羽咋市出身。
ENJINでは「KYO」として活動している。

## 人物・略歴
兄の影響で野球を始め、野球選手になるのが夢だったが、小学生の時に母の誘いでアイドルグループ嵐のコンサートを見に行った際に「いつか自分も同じようなステージに立ちたい」と芸能界にも興味を持つようになったという。
2019年、オーディション番組「PRODUCE 101 JAPAN」に出演。オーディション番組出演前はミュージックビデオのスタンドインの業務に携わっていた。
2020年5月、吉本興業傘下のShowtitleへ所属することが決定し、同年6月より「円神プロジェクト」のメンバーとなる。グループではムードメーカー担当とされており、メンバーカラーは青。メンバーのTSUBASAとの共作でグループの楽曲の振り付けも行っており、2ndアルバム『Inception』の楽曲「Killa」では初めて一人で振付を担当した。2024年から所属事務所が吉本興業へ、グループでの活動名が本名から「KYO」へと変更になった。
特技は料理、ダンス、ピアノである。

## 出演

### レギュラー出演
- 株式会社 ENJIN（2022年7月18日 - 、NATSLIVE）[6]※月一度配信、その他ENJINメンバー2名出演
  - 2024年1月6日配信より、番組名を「株式会社円神」から上記に変更。

### ドラマ
- あのコの夢を見たんです。 第3話（2020年10月16日、テレビ東京） - 和樹 役[7]
- 江戸モアゼル～令和で恋、いたしんす。～ 第8話（2021年2月25日、読売テレビ）[8]
- お茶にごす。 最終話（2021年、テレビ東京）
- ウソかホントかわからないやりすぎ都市伝説　ザ・ドラマ「心霊ストリートビュー」（2021年4月6日、テレビ東京）- 伊藤 役
- ファーストステップ～世界をつなぐ愛のしるし（2022年3月27日、BSよしもと）[9]

### 舞台
- 円神Debut Stage「nonagon(ノナゴン）～始まりの音～」（2020年12月、東京・大阪）- パク 役[10]
- 円神プロデュース公演Vol.1 幕末バトルサークル（2021年5月、東京・大阪）- 山野八十八 役[11]
- 演劇ユニット【爆走おとな小学生】十四回全校集会『初等教育ロイヤル(赤組)』（2021年7月23日 - 7月25日、京都劇場）[12]
- 円神 × Boom Trigger 朗読劇『メリーモサモサ スットンサ』（2021年12月28日、Shibuya eggman）[13]
- フゴッペ洞窟の翼をもつ人（2022年7月13日 - 17日、小劇場楽園）- 主演・誠太 役[14][15]
- ハイスクール・ハイ・ライフ（2022年8月10日 - 14日、R'sアートコート）[16]
- 円神Second Stage「nonagon〜2つの歌〜」(2022年12月1日-4日、CBGKシブゲキ!!) - Q 役、ラインハルト・ビー館長 役[17]
- MUSICAL「リフレインする君の声〜encore2023〜」(2023年1月19日-22日、六行会ホール) - 結弦 役[18]
- 舞台「5BRAIN ～脳・能・濃・悩・ know?」（2023年2月16日-2月26日、小劇場楽園）※プラス・マイナス 岩橋良昌作・演出作品に出演[19]

### その他
- PRODUCE 101 JAPAN（2019年）- 最終順位45位

## 振付
- Overheeeeeeeeeat - 円神（2022年9月7日、1stアルバム『O』に収録、瀧澤翼との共作）
- Anniversary - 円神（2023年3月29日、4thシングル『MERRY GO ROUND』に収録、瀧澤翼との共作）
- Killa - ENJIN（2024年6月12日、2ndアルバム『Inception』に収録）

## ディスコグラフィ

### 参加楽曲

#### PRODUCE 101 JAPAN
- 「ツカメ〜It's Coming〜」- 番組テーマ曲。（2019年9月3日『ツカメ〜It's Coming〜』に収録）